# Routchi (oblast de Mourmansk)
Routchi (en russe : Ручьи) est une gare (un type de localité) du raïon de Kandalakcha de l'oblast de Mourmansk, en Russie arctique. Il fait partie de l'établissement urbain de Kandalakcha, et il n'y avait que 1 habitant au recensement de 2010.

## Géographie
Le village de Routchi se situe dans l'oblast de Mourmansk, un oblast de la Laponie, en Russie arctique, et il fait partie du district fédéral du Nord-Ouest. Le village fait partie du raïon de Kandalakcha, le raïon de l'oblast, avec Kandalakcha comme centre administratif. Il fait partie de l'établissement urbain de Kandalakcha, une municipalité du raïon.  
Routchi, comme tout l'oblast de Mourmansk, est située dans le fuseau horaire MSK (heure de Moscou). Le décalage horaire appliqué par rapport au temps universel coordonné est +03:00.

## Démographie
Recensements (*) et estimations de la population,:
| 2002 * | 2010* | - | - |
| ------ | ----- | - | - |
| 10     | 1     | - | - |

Concernant les ethnies, en 2002, sur les 10 habitants, il y avait 80 % de Russes.